# آلاء عفاش
آلاء عفاش (23 أبريل 1983-) ممثلة ومؤدية أصوات سورية. تخرجت من المعهد العالي للفنون المسرحية بدمشق عام 2007.

## سيرتها المهنية
بدأت انطلاقتها في 2007 بدور صغير في مسلسل (جرن الشاويش)، لكنها حققت النجومية مبكراً على يد المخرج هشام شربتجي في مسلسل (رياح الخماسين) وكادت عفاش أن تخسر ظهورها التلفزيوني بعدما تعرّض مسلسل رياح الخماسين لإشكالات رقابية، لكن تمت الموافقة على عرض المسلسل على التلفزيون السوري، فيما خسرت ظهورها في مسلسل فنجان الدم الذي ألغته قناة mbc.

## أعمالها

### مسلسلات[3]
- جرن الشاويش (2007)
- هيك تجوزنا (2008)
- رياح الخماسين (2008)
- أقارب وثعالب (2009)
- زمن العار (2009) بدور رغد.
- ما ملكت إيمانكم (2010) بدور رجاء.
- ذاكرة الجسد (2010) بدور فريدة.
- أيام الدراسة (2010) بدور خلود.
- يوميات مدير عام (2011)
- كمون وليمون (2013)
- رقص الأفاعي (2014)
- حارة الأصيل (2015)
- الخان (2016)
- بقعة ضوء 13 (2017)
- وحدن (2018)

### أداء صوتي
- سوبر سونيك سبنر (1997)
- ماي دريس-أب دارلينغ (2022) بدور ساجونا إينوي[4]

## روابط خارجية
- آلاء عفاش على موقع قاعدة بيانات الأفلام العربية